# Samtgemeinde Bederkesa

Ligging van de voormalige Samtgemeinde

De Samtgemeinde Bederkesa was een samtgemeinde in de Duitse deelstaat Nedersaksen. De gemeente lag in het Landkreis Cuxhaven en had anno 2013 circa 12.000 inwoners en een oppervlakte van 234 km².

## Samenstelling en ligging

Bad Bederkesa werd in 1971 gevormd uit de gemeenten Bad Bederkesa, Drangstedt, Elmlohe, Flögeln, Köhlen, Kührstedt, Lintig en Ringstedt. De gemeente lag tussen Cuxhaven en Bremerhaven, ten oosten van de A 27.

## Opheffing
De Samtgemeinde besloot te fuseren met de stad Langen. De samensmelting ging op 1 januari 2015 in. Als naam voor de nieuwe  stad was in eerste instantie  Wesermünde bedacht, maar hiertegen werd bezwaar gemaakt door Bremerhaven, omdat die stad in het verleden zelf die naam had gedragen en vreesde voor verwarring. Als nieuwe naam werd daarom uiteindelijk gekozen voor Geestland.